# Valvata humeralis
Valvata humeralis är en snäckart som beskrevs av Thomas Say 1829. Valvata humeralis ingår i släktet Valvata och familjen kamgälsnäckor. IUCN kategoriserar arten globalt som livskraftig. Inga underarter finns listade i Catalogue of Life.